# Phoberomys
Phoberomys è un genere di grossi roditori estinti, vissuti nel Miocene superiore, circa 9-7,246 milioni di anni fa, i cui resti sono stati scoperti nella Formazione Ituzaingó dell'Argentina, nella Formazione Solimões del Brasile, nella Formazione Urumaco a Urumaco in Venezuela, e in strati risalenti al Pliocene del Perù.
Questo animale era davvero gigantesco per il suo ordine: pur essendo infatti imparentato con istrici e cavie, le dimensioni della specie Phoberomys pattersoni rivaleggiavano con quelle del bisonte: era lungo 3 metri (più un altro metro e mezzo di coda), per un peso di circa 700 chilogrammi; per anni è stato ritenuto di gran lunga il più grande roditore mai esistito, fino alla scoperta del Josephoartigasia monesi, roditore del Pliocene ancora più grande, avvenuta nel 2008.
I primi resti fossili di questo straordinario mammifero furono descritti nel 1980, ma è solo nel 2000 che, in Venezuela, venne scoperto uno scheletro quasi completo, che ha permesso di capire le vere dimensioni e l'aspetto di questo roditore gigante. Come molti altri roditori, Phoberomys era un erbivoro dotato di molari e premolari a corona alta. Le zampe anteriori sono molto più brevi delle posteriori: questo fatto suggerisce che Phoberomys potrebbe aver trascorso molto tempo appoggiato sulle sole zampe posteriori e sulla coda. Probabilmente passava molto tempo in acqua o nei suoi pressi, cibandosi delle piante che crescevano lì attorno.

## Specie
Le specie ascritte al genere sono:
- Phoberomys burmeisteri (=P. insolita, P. lozanoi, P. minima, P. praecursor)
- Phoberomys pattersoni

Un'altra specie, P. bordasii , potrebbe essere in realtà una specie ascrivibile al genere Neoepiblema.